# Честерфилд (Южная Каролина)
Честерфилд (англ. Chesterfield) — город и административный центр одноимённого округа в штате Южная Каролина в Соединённых Штатах Америки.
Согласно результатам переписи населения США, проведённой в 2020 году, число жителей города составляло 1357 человек, что, для такого небольшого населённого пункта, существенно меньше (− 7.8%), чем было во время предыдущей переписи прошедшей в 2010 году (1472 человека).

## История
В 1861 году, во время Гражданской войны в США, в Честерфилде были сформированы три роты Восьмого Южнокаролинского пехотного полка Армии Конфедеративных Штатов Америки. Многие рекруты уже никогда не вернулись в родной город.
Исторический центр города и множество отдельных архитектурных объектов Честерфилда были включены в Национальный реестр исторических мест США, что привлекает значительное число туристов.
В 1900 году население города составляло 308	человек и с тех пор постоянно росло вплоть до 1970 года, когда достигло своего пикового значения — 1667 жителей. С тех пор число горожан стало постепенно сокращаться, за исключением всплеска 2010-х годов, когда перепись населения зафиксировала рост в 11,7%.

## География
В соответствии с данными указанными на сайте центрального статистического органа страны — Бюро переписи населения США, общая площадь города составляет 4,1 квадратных мили (10,5 км²) и вся эта территория приходится на сушу.
Шоссе Южной Каролины № 9 проходит через город, ведя на восток 12 миль (19 км) до Черо и на запад 19 миль (31 км) до Пейджленда. Шоссе Южной Каролины № 145 пересекает шоссе Южной Каролины № 9 недалеко от центра города, ведя на юго-запад 21 милю (34 км) до Макби и на северо-восток 10 миль (16 км) до Морвена, штат Северная Каролина. Шоссе Южной Каролины № 102 ведёт на юг от Честерфилда 12 миль (19 км) до города Патрик.